# Parti communiste de Belgique
Pour les articles homonymes, voir Parti communiste de Belgique (homonymie), Parti communiste et PCB.
Cet article concerne l'ancien Parti communiste belge. Pour le parti francophone actuel, voir Parti communiste (Wallonie-Bruxelles).
Le Parti communiste de Belgique (PCB) (en néerlandais : Kommunistische Partij van België, KPB), est un parti politique communiste belge et fondé en 1921. En mars 1989, le Parti communiste de Belgique s'est séparé en deux entités distinctes, l'une francophone, le Parti communiste ou Parti communiste Wallonie-Bruxelles, et l'autre flamande, le Kommunistische Partij ou Kommunistische Partij-Vlaanderen.

## 1921: Naissance du Parti communiste de Belgique
Lorsque la Première Guerre mondiale arriva, les dirigeants du Parti ouvrier belge, à l’instar du reste de la social-démocratie européenne, plongèrent dans un patriotisme reniant tous les principes passés de l’internationalisme, notamment énoncés lors du Congrès extraordinaire de Bâle de 1912. Ce changement de cap politique de la direction du mouvement ouvrier apparut pour de nombreux militants comme une trahison. Au niveau international, les opposants à la nouvelle orientation patriotique se rassemblèrent d’abord à Zimmerwald en 1915, puis à Kienthal en 1916. En Belgique, les militants politiques s’opposant à la politique de compromission des sociaux-démocrates furent peu nombreux.
À Gand, cependant, les Jeunes Gardes socialistes, dont faisait partie Oscar Van De Sompel étaient opposées à la guerre et fondèrent le « Vredesgroep » et un petit journal De Rode Jeugd. Ce groupe avait alors rallié les thèses de Zimmerwald. En 1916, le groupe (rejoint plus tard par Georges Van den Boom) fut exclu du POB. Transformé en groupe communiste dès la fin de la guerre, il élargira ses liens à d’autres associations locales (Termonde, Anvers et Bruxelles) et, en 1920, fonde une Fédération communiste flamande et un journal De Internationale.
Naquit alors un premier Parti communiste belge en novembre-décembre 1920 à l’initiative de militants issus en majorité des Jeunes Gardes Socialistes. Le groupe le plus important était de Bruxelles. Son journal s’appelait l'Ouvrier communiste. Ce groupe comptait environ 200 membres.
Avant même de s’être constitué en parti, son secrétaire, War Van Overstraeten était dépêché au deuxième congrès de l’IC à Moscou (juillet-août 1920). Sincèrement acquis aux idées révolutionnaires, ceux qui avaient créé cet embryon du Parti communiste avaient rejeté résolument la social-démocratie et avait été entraîné par les espérances que soulevait la révolution russe. Il forme un groupuscule révolutionnaire reconnu dès 1920 par l'IC.
D'autres militants étaient critiques de la politique du Parti ouvrier belge. Membres de ce dernier, ils formaient le groupe des Amis de l'exploité, journal dirigé par Joseph Jacquemotte. Ce dernier ne souhaitait pas rompre avec la social-démocratie mais la réformer. Il n'adhérait pas aux principes de la IIIe Internationale et, malgré les pressions de sa base, différait toute rupture avec la direction du POB. À partir de décembre 1920, le Conseil général du POB prit des mesures coercitives contre les opposants de gauche et ils furent acculés à la scission, ce qu'ils ne voulaient pas. C'est pourquoi, le troisième congrès des Amis de l'exploité décida la création d'un parti communiste le 29 mai 1921.
Le Parti communiste de Belgique est né de l'union du petit groupe (300 membres) des « Amis de l'Exploité » de Joseph Jacquemotte réuni autour du journal L'Exploité — positions de la troisième internationale au sein du POB (lutte de classes) — et du plus petit (200 membres) PCB dit parti de War Van Overstraeten.
Au départ, le PCB est en effet un petit groupe politique (« bataillon des 517 »), issus de la fusion de deux groupes minoritaires. Si minoritaires que l'internationale communiste leur enjoindra en 1921 d'unir leurs faibles forces : « Camarades, tout de même, vous n'êtes pas si nombreux, unissez-vous : ça fera encore un petit groupe ». Les premiers militants, y compris les cadres du jeune parti, sont le plus souvent âgés d'une vingtaine d'années seulement. Issus de milieux populaires, la plupart sont ouvriers ou sont au chômage. Quelques-uns, comme Joseph Jacquemotte et ses amis, issus du syndicalisme social-démocrate, sont un peu plus âgés.

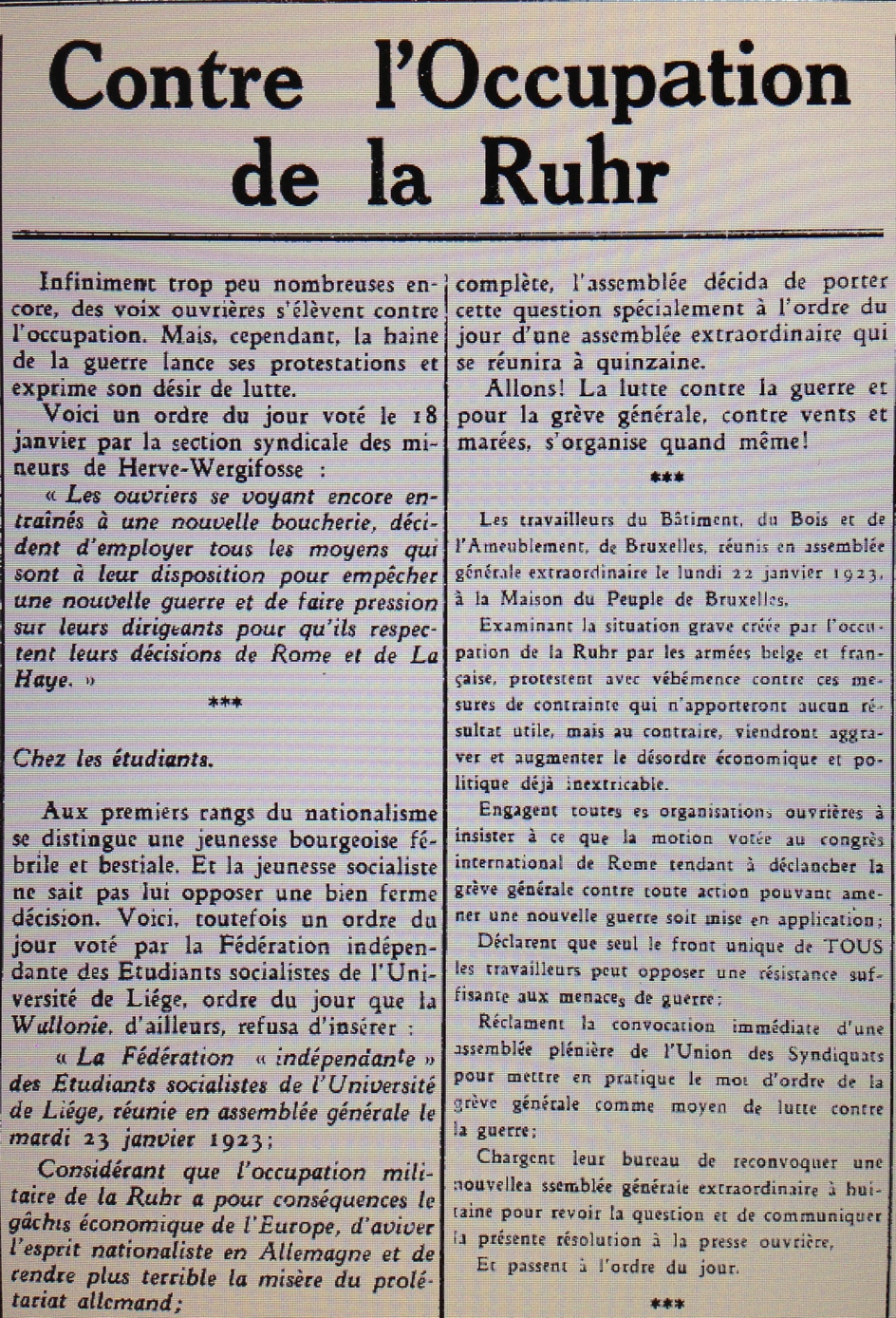
Extrait du Drapeau Rouge (1923) "Occupation de la Ruhr"

## 1921-1928: Première période
Les communistes belges suivant la politique du Komintern (IIIe Internationale, dite Internationale communiste), collaboraient activement au mouvement syndical unitaire, opérant au sein de la « commission syndicale » socialiste.
1923 est l’année de l'affaire du « grand complot ». Le fascisme italien est triomphant. La répression féroce du Parti communiste Italien a comme conséquence internationale la prise de mesures de répression par les États contre les partis communistes des pays européens. De plus, un certain nombre de dirigeants communistes belges et français ont participé à la Conférence d’Essen (Allemagne) qui condamnait l’occupation de la Ruhr par les armées française et belge.

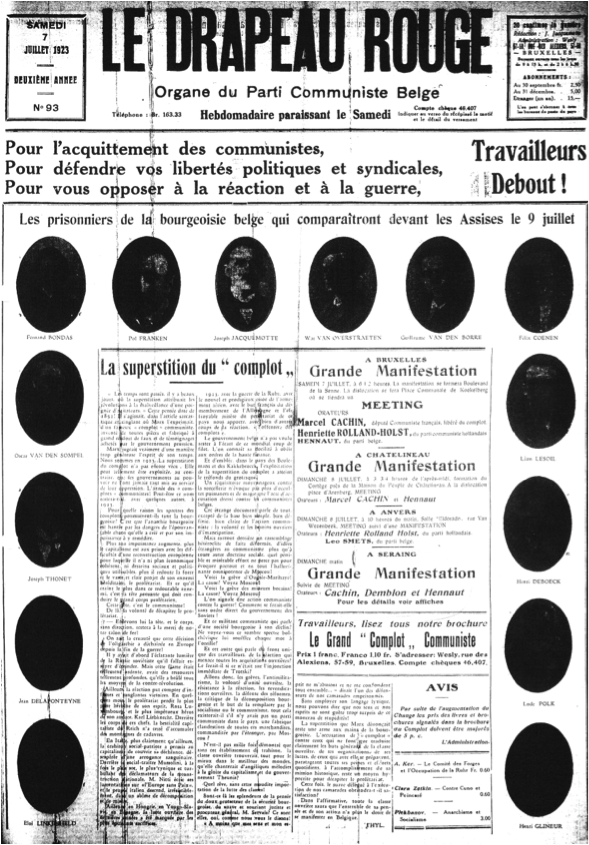
Extrait du Drapeau Rouge. Le Grand Complot

Cette contestation vaut aux communistes belges une offensive de l'État à leur égard. Le 8 mars 1923, 54 communistes belges sont arrêtés sur toute l'étendue du territoire. Le 13 juin, 15 d'entre eux sont inculpés devant la Cour d'assises pour « avoir comploté pour détruire ou changer, par les armes au besoin, la forme de gouvernement »,.
La Belgique suit la France qui vient de procéder aux mêmes arrestations. Le parti se retrouve privé pour plusieurs semaines de ses cadres dirigeants. C’est pour cette raison que des jeunes militants sont appelés à gérer l’organisation du parti. Hennaut fait partie de ces jeunes recrues. Il va assurer le secrétariat fédéral du parti.
À cette occasion, Célestin Demblon, un ancien social-démocrate devenu communiste, Marcel Cachin du Parti communiste Français et Henriette Roland Holst du Parti communiste des Pays-Bas apportent leur soutien par des meetings aux communistes emprisonnés. Le 26 juillet, la justice belge est obligée, faute de preuves, de relâcher les cadres dirigeants du PC. À la suite de ce camouflet la magistrature évitera de s'attaquer frontalement au militantisme communiste et optera pour des moyens détournés. Par exemple, Henri Glineur sera à nouveau arrêté en 1932 au motif d'« outrage à la famille royale », et non pour son activisme en pleine grève générale.

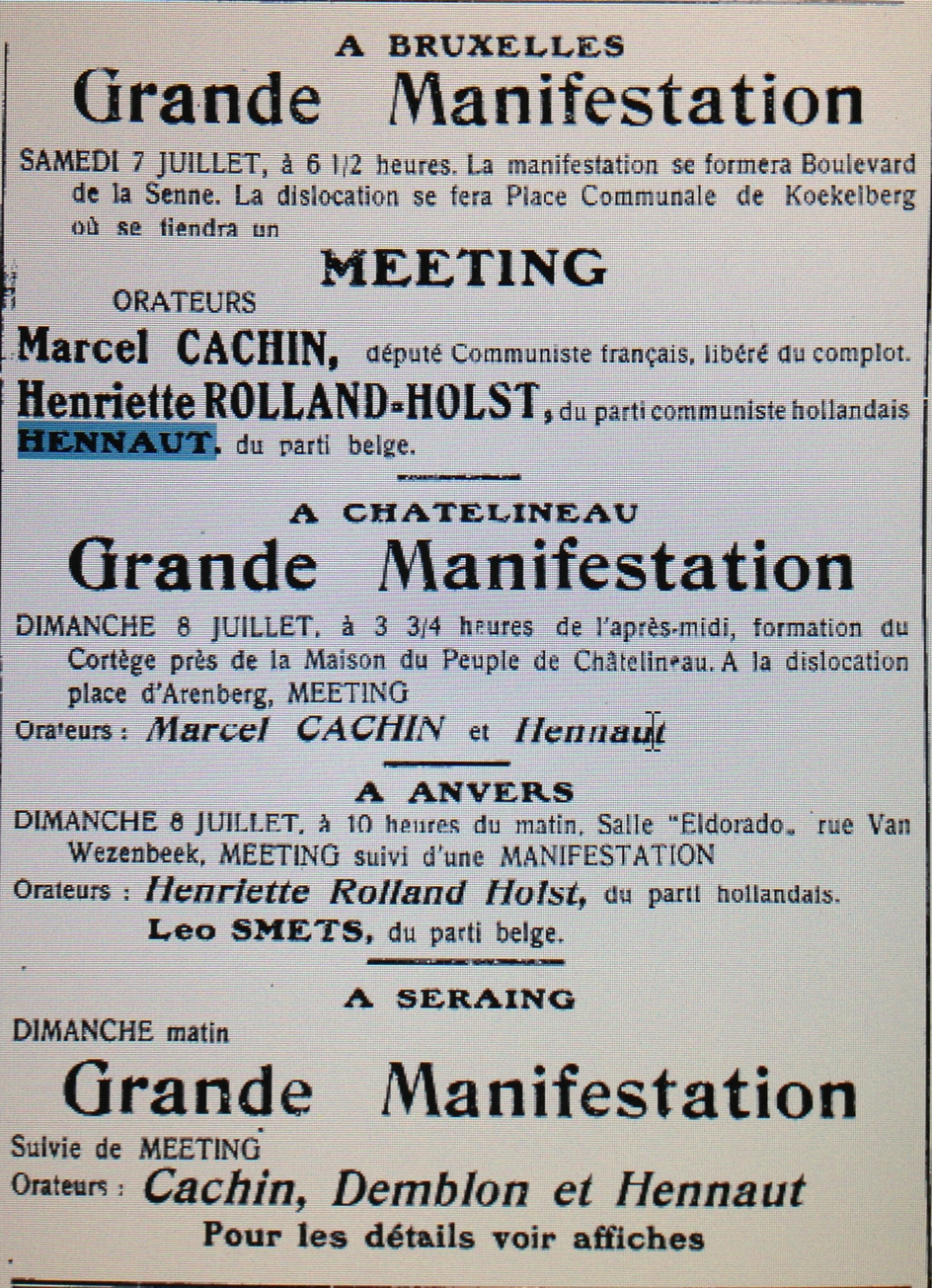
Extrait du Drapeau Rouge (1923) Manifestations et soutiens aux militants emprisonnés

À partir de la fin août 1923, un nouvel événement occupe l'actualité du Parti communiste : la révolution allemande. De très nombreux meetings sont organisés par le parti pour lui apporter son soutien et en même temps développer la propagande pour la révolution en Belgique.
Au commencement de 1924, le reflux de la révolution allemande va de pair avec une série d'attaques patronales contre les acquis sociaux obtenus dans les dernières années. Par exemple, le patronat voudrait réviser la loi de 1921 sur les 8 heures de travail quotidien. Dans ce contexte, le Parti communiste riposte par de nombreux articles sur la question. De très nombreux meetings sont organisés pour défendre la journée des 8 heures. D'ailleurs, par rapport aux attaques contre la classe ouvrière qui ont lieu partout en Europe, un dirigeant du parti écrit que la période « marque la nécessité de démonstrations et surtout d'actions internationales, au moment où partout la réaction attaque. »

Pour un autre, « les travailleurs doivent renforcer leurs organisations et les entraîner à la lutte contre la réaction ; lutte pour les huit heures, lutte pour les salaires ! »

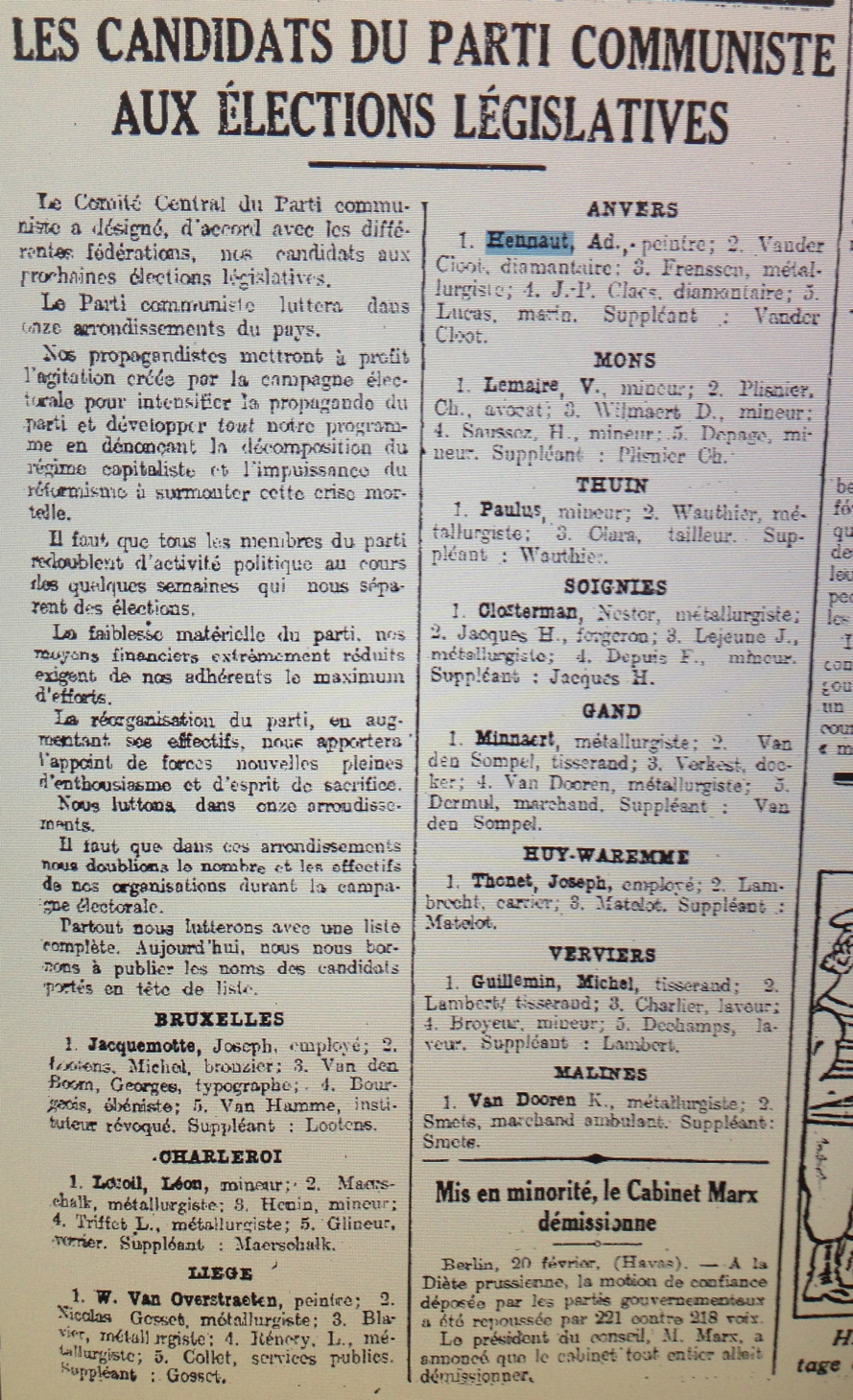
Extrait du Drapeau Rouge (1925) "Aux Élections législatives"

Ce même auteur explique les positions du parti communiste que la social-démocratie. La période « marque la faillite totale, dans tous les pays, de la social-démocratie enchaînée au capitalisme national. » Hennaut écrit encore que « le réformisme a ceci de particulier : c'est qu'il masque toujours l'indigence de ses moyens de combat et la fragilité de sa volonté de lutte sous les aspects trompeurs d'un radicalisme extrême qui ne contient rien du tout, si ce n'est que le vague et l'imprécision qui demain permettront à ses défenseurs l'abandon le plus vil des idées défendues. »
En avril 1925, ce sont les élections législatives belges. À cette occasion, le Parti communiste présente des listes un peu partout en Belgique. En têtes de liste, il y a Jacquemotte à Bruxelles, Lesoil à Charleroi, Van Overstraeten à Liège, Hennaut à Anvers, Lemaire à Mons, Paulus à Thuin, Closterman à Soignies, Minnaert à Gand, Thonet à Huy-Waremme, Guillemin à Verviers et Van Dooren à Malines. Il s'agit de « mettre à profit l'agitation créée par la campagne électorale pour intensifier la propagande du parti et développer tout notre programme en dénonçant la décomposition du régime capitaliste et l'impuissance du réformisme à surmonter cette crise mortelle. »

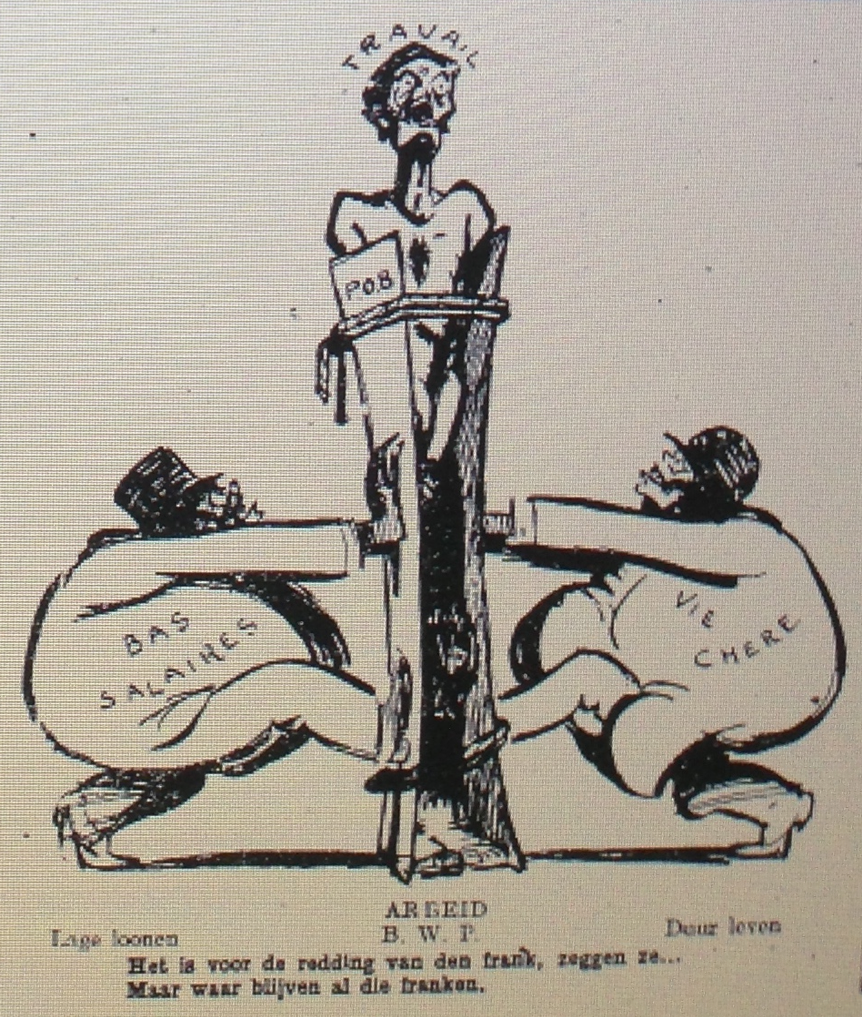
Extrait du Roode Vaan (1925) Exploitation du Travail

Se présenter aux élections n'est pourtant pas si facile pour le Parti communiste. En effet, après la guerre, un certain nombre de militants, déçus par la social-démocratie rejettent la participation aux élections. L'un de ces groupes de militants dit « gauchistes » (dans la terminologie de l'époque) est le groupe de War Van Overstraeten, l'un des fondateurs du Parti communiste. Néanmoins, sous l'impulsion de l'Internationale communiste, la participation aux élections est encouragée et même imposée. Finalement, tous les Partis Communistes se plient à cette pratique.

Une réforme importante, la « bolchévisation », intervient en 1925. L'ancienne structure social-démocrate, sous la forme de sections locales destinées à mener le travail électoral, est restructurée en cellules d'entreprises en vue de favoriser le contact direct avec les travailleurs. Cette restructuration sera dirigée par Adhémar Hennaut jusqu'en 1928, année de son exclusion du parti. Au 4e congrès du Parti communiste en août 1926, Hennaut est chargé de présenter un rapport sur la réorganisation du parti alors imposée par l'Internationale communiste. En créant de nouvelles cellules d'entreprises, deux ou trois organisations naissent là où une seule existait auparavant. L'échec est évident. Les cellules d'entreprise fusionnent de nouveau entre elles pour former des cellules locales, pour des raisons évidentes de facilités d'organisation. En 1927, le parti compte encore 83 rayons et seulement 24 cellules d'entreprises. En aout 1926, Hennaut est chargé de présenter les raisons de l'échec de cette réorganisation. Or, il explique :   

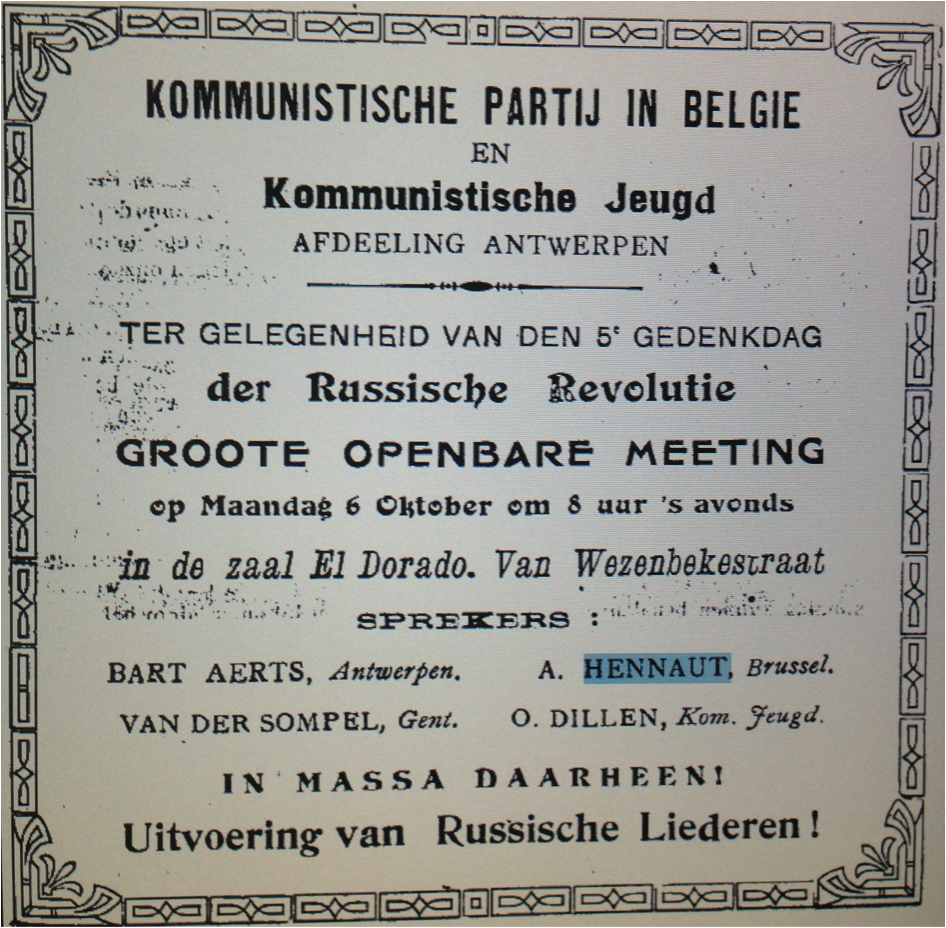
Extrait du Roode Vaan (1927) Invitation à une Commémoration de la Révolution Russe

« La principale cause de cette faiblesse, c'est l'insuffisance de l'éducation communiste des membres de notre parti, c'est le relâchement des liens reliant les différents degrés de l'appareil du parti, l'incapacité de discerner parmi les innombrables tâches qui s'offraient à nous, celle qui était la plus importante et qui aurait dû solliciter le plus gros des efforts. »

 La suite du rapport est constituée de solutions pour remédier à ces problèmes. Hennaut est le spécialiste de l'organisation du PCB. D'ailleurs, à partir du début de 1926, toutes les questions des membres du parti concernant son organisation doivent lui être adressées directement.

## 1927-1928: Exclusion de l'Opposition de gauche - Lutte contre le «trotskysme»
À la fin de 1927 s'annonce lentement le conflit majeur qui va naître au sein du PCB sur la question de l'Opposition russe. Contrairement à la plupart des partis communistes d'Europe, le PC belge aborde la question très tardivement.

En décembre 1927, le Comité exécutif, composé majoritairement de partisans de l'Opposition trotskyste, s'explique : 

« Les comités centraux de la plupart de nos partis frères se sont déjà prononcés en condamnant l'opposition. Quant à nous, nous tenons à soumettre au parti une documentation aussi complète que possible, exposant scrupuleusement les points de vue qui s'affrontent, soucieux de donner à nos militants l'occasion d'étudier les problèmes pour qu'ils soient en mesure de se prononcer en pleine connaissance de cause. »

Dans les archives de Georges Vereecken conservées à Amsterdam, ce dernier explique :

« Lorsque nous parvinrent, en 1923-24 (...) les échos des divergences au sein du PCR, très peu de camarades (...) ont montré un souci réel de saisir les véritables causes de ces divergences. En effet, c'est War Van Overstraeten qui fait traîner l'examen de la question russe. Ses raisons ne sont pas claires, mais il ressent sans doute quels conflits cela va provoquer au sein du PCB. Aux simples membres (...), il fut invariablement répondu par le secrétariat, composé à ce moment de W. Van Overstraeten et de A. Hennaut, (...) que la question qui se posait en URSS était des plus compliquées, qu'il fallait attendre la documentation de l'IC. (...) Cette situation a perduré pendant trois ans et peu d'efforts ont été faits entretemps pour obtenir la documentation nécessaire. (...) C'est sous la pression des membres du parti (...) que les problèmes de l'Opposition ont enfin trouvé un terrain de discussion dans notre parti, et ce contre la volonté du Secrétariat. (...) Un autre argument que les camarades du Secrétariat avançaient pendant le temps qu'ils restaient dans l'expectative est (...) la crainte que le départ des postes dirigeants aurait servi les opportunistes. »

Or, la pression de l'Internationale communiste s'exerce de plus en plus fort sur le parti pour que la question soit tranchée. En janvier 1928, le Comité exécutif de l'IC accuse le Bureau Politique du PC composé de Van Overstraeten, Hennaut, Lesoil et Lootens (tous de futurs oppositionnels) de sectarisme et de tentative de division du Parti communiste. Ces derniers s'en défendent tout en ne prenant pas encore clairement position pour l'Opposition trotskyste.
Mais l'étau se resserre autour de la fraction oppositionnelle. La fraction stalinienne conquiert des positions. Le Drapeau Rouge et le Roode Vaan se font maintenant la guerre. Jacquemotte tient le Drapeau Rouge, Hennaut le Roode Vaan. La discipline de Hennaut est critiquée dans le Drapeau Rouge ; Hennaut réplique dans le Roode Vaan que la discipline existe quand un membre est convaincu de la bonne politique de son parti.
Deux tendances contraires naissent au sein du Parti communiste. La faction stalinienne, plus unie et ayant le soutien de l'Internationale communiste, pousse de plus en plus rapidement dans ses retranchements la fraction trotskyste moins résolue.

 
Au début de la lutte entre les deux factions, la question se focalise autour de la discipline comme en témoigne un article de Félix Coenen : 

« Quiconque a librement adhéré au parti et à l'Internationale communiste s'est engagé à en respecter la loi. (...) Après Hennaut, Chapelier, Plisnier, voilà que Renery et Sottiaux déclarent ouvertement qu'ils sont d'avance décidés à ne pas observer la discipline. »

Le combat s'engage vraiment en 1928. Les deux fractions constituées luttent pour le contrôle du PCB. Aux attaques de la faction stalinienne répondent les textes de la faction trotskyste. Par exemple, la première assimile la seconde à la social-démocratie, ce que les oppositionnels démentent.
Finalement, ces diverses escarmouches aboutissent à la Conférence nationale des 11 et 12 mars 1928. La division est déjà scellée avant la conférence. Dans Faux Passeports, son ouvrage majeur, Charles Plisnier, alors membre de l'Opposition en fait une description magistrale : 

« Dès la première minute, nous eûmes bien le sentiment d'être divisés en deux camps : frères ennemis. (...) Nous savions exactement comment les choses allaient se passer. Moscou avait réglé, comme les autres, cette dernière comédie, qui, autour des thèses trotskistes, devait se jouer ici, dans ce coin perdu de l'Occident. Les résolutions étaient rédigées, les membres du nouveau comité central choisis. Un peu plus de la moitié du congrès acclamait les propositions ; nous nous inclinerions devant ce jugement, ou, marqués comme hérétiques, on nous chasserait de la communion. »

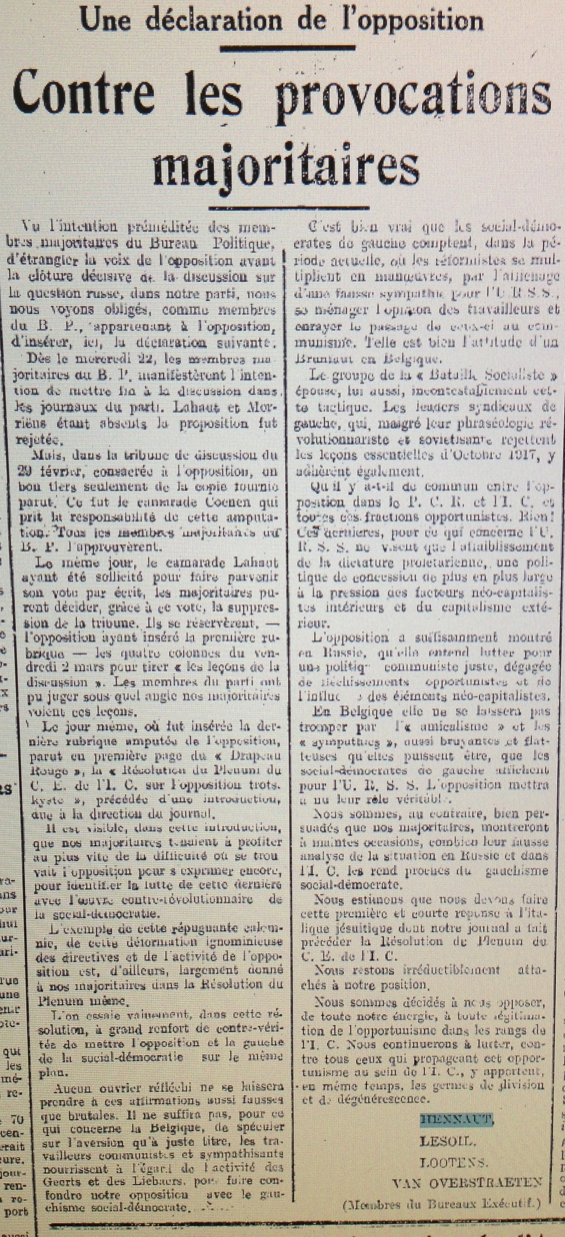
Extrait du Drapeau Rouge (1928) "Contre les provocations majoritaires"

À la fin de la conférence, les thèses de l'opposition sont rejetées et les thèses « majoritaires » confirmées par 74 voix contre 34.
Plisnier explique comment la fraction stalinienne a accueilli de nombreux nouveaux membres dans le parti pour gonfler les résultats de sa fraction lors des votes.

À Trotsky, Hennaut écrivait quelques années après : 

« Vous savez  que la forte majorité anti-oppositionnelle fut constituée grâce à l'apport de nombreux groupements (certainement 50 % de la majorité) de communistes étrangers, qui jusque peu de temps avant la scission, vivaient pour ainsi dire en marge du Parti. (...) La majorité avait encore été gonflée par la fraude des mandats, par exemple dans le Borinage, où on vit subitement pousser de terre, des sections et des membres pour soutenir les partisans plus que fantomatiques de la majorité. »

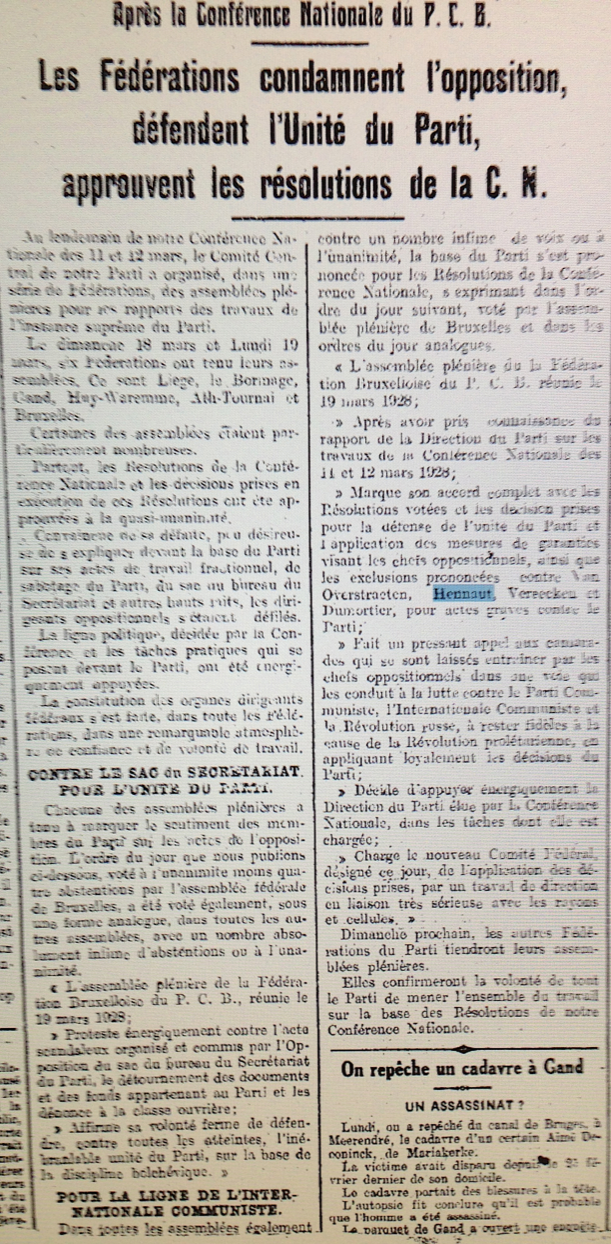
Extrait du Drapeau Rouge (1928) "Les Fédérations condamnent l'opposition..."

Finalement, la conférence décide « de suspendre les camarades Van Overstraeten, Hennaut, Lesoil, Lootens, Cloosterman, Dewaet et Polk pour un délai de six mois au moins de tout poste de responsabilité, avec devoir de travailler comme simple militant de base. »
Personne n'est exclu, mais le PCB exige l'impossible des oppositionnels. Ils devront engager la lutte contre les oppositionnels eux-mêmes. Elle force donc l'Opposition à s'exclure elle-même.
Le 13 mars 1928, Adhémar Hennaut (encore responsable du secrétariat du parti), Clémentine Dumortier et Georges Vereecken viennent récupérer une partie du matériel et des archives du Bureau du PCB. C'est le prétexte qui permet de les exclure, en les accusant de vol. Aujourd'hui, les archives de Joseph Jacquemotte ne contiennent quasiment rien sur cette période. C'est dans le Fonds Adhémar Hennaut qu'on peut retrouver les documents les plus riches sur la première période du Parti communiste de Belgique. Hennaut a conservé ces archives jusqu'en 1976, les a transmis à un militant italien qui les a lui-même fait parvenir au professeur Anne Morelli. Le fonds est aujourd'hui conservé au Centre d'Archives communistes de Belgique.
À la suite de la scission, c'est la majorité des cadres du parti qui le quitte. Il perd environ la moitié de ses membres.

## 1928-1939: Après la stalinisation
Les communistes subissent une répression constante dans les universités, à l'armée mais surtout dans les usines. Les militants sont inscrits sur des listes noires qui circulent parmi les gros employeurs. Pour les traquer efficacement, le patronat fonde en 1925 un réseau secret, la « Société d’études politiques, économiques et sociales », et fiche massivement les ouvriers rebelles. Ainsi, de nombreux militants subissent le chômage.
L'intervention des militants communistes dans la lutte sociale eut des conséquences évidentes tant au sein du parti que dans son rayonnement. Décembre 1932, 3,241 membres ; les élections de novembre 1932 : à Charleroi, 9,2 %, à Liège 8 %.
La grève des mineurs de 1932 permet au PCB de s’implanter et de constituer ses premiers bastions. Des maladresses des militants communistes mais surtout la forte répression policière et patronale empêcheront toutefois les communistes de consolider leurs acquis. Leur matériel d’édition et leurs machines à écrire sont saisis lors de multiples perquisitions et des dizaines de militants sont arrêtés, dont bon nombre de dirigeants. Certains seront poursuivis en procès par la suite. Un jeune ouvrier, Louis Tayenne, est tué par un gendarme à Roux. L’armée occupe les quartiers ouvriers révoltés. Les communistes sont désorganisés et perdent leurs conquêtes. Cette lutte de classes très acharnée s’achèvera en demi-teinte pour le parti mais préparera 1936 et ses conquêtes sociales comme notamment la première semaine de congés payés.
En avril 1935, a lieu le congrès du proposé Front populaire à Charleroi, réunissant des militants et dirigeants du PCB et POB, car sous l'injonction de l'Internationale communiste, les partis communistes d'Europe doivent réaliser de « larges fronts antifascistes pour la défense des libertés démocratiques et de l'indépendance nationale ». Malgré les instances de coopération, par exemple la fusion des associations bruxelloises des étudiants dans l'organisation Étudiants socialistes unifiées de 1935 et l'unification de la Jeunesse communiste et la Jeune Garde socialiste dans la Jeune Garde Socialiste Unifiée en 1936, le Front populaire ne voit pas le jour en Belgique et l'idée est officiellement rejetée le 6 janvier 1936 par le Conseil général du Parti ouvrier belge qui participe alors au gouvernement Van Zeeland II.
Octobre 1936, Joseph Jacquemotte décède. Il est remplacé par un triumvirat composé de Xavier Relecom, du Flamand Georges Van den Boom et du Liégeois Julien Lahaut. Il sera un des protagonistes de l'aide multiforme apportée à la République espagnole par les travailleurs de Belgique en dépit des obstacles mis par le gouvernement. Signalons ici l'engagement de jeunes communistes et socialistes de Belgique dans les rangs des Brigades internationales (le communiste Raoul Baligand, plus tard lieutenant-colonel des Partisans, fut commandant d'une de ces Brigades).
En mai 1936, le PCB obtient 9 députés et 4 sénateurs. Dans les grands centres industriels wallons, le parti récolte plus de 10 % des voix. En 1938, 8 500 membres. En 1939, 1 700 flamands, 1 300 Bruxellois, 7 000 Wallons. En conclusion, même après 1936, le parti ne sortira jamais de sa position marginale en Flandre.

## Guerre et libération

### 1939-1940
Le pacte de non agression entre l'URSS et le Troisième Reich, va soulever une grande polémique au sein du PCB. Deux générations s'affrontent, l'une très loyale à l'URSS qui n'a pas oublié l'aide apportée par la IIIe Internationale à Joseph Jacquemotte dans sa lutte contre le trotskysme, l'autre qui estime que l'arrivée du fascisme au pouvoir n'est pas la substitution ordinaire d'un gouvernement bourgeois à un autre. Les anciens combattants d'Espagne sont prêts à reprendre les armes contre les fascistes. La IIIe Internationale existe toujours et la plupart de ses dirigeants sont à Moscou. Georgi Dimitrov (le président de l'Internationale), dans une sorte de lettre d'adieu, dira à tous les partis communistes ce qu'on peut résumer ainsi : « Vous êtes adultes. Comportez-vous au mieux des intérêts des peuples de vos pays. N'oubliez pas l'URSS. » Edgard Lalmand écrit, dans son éditorial du 26 août 1939 : « Si demain, par la faute des capitalistes, le IIIe Reich attaquait notre pays, nous serions au premier rang pour le défendre, les armes à la main. » Comme dit Jean Blume dans Drôle d'Agenda (tome I) : d'août 1939 à la seconde moitié de l'année 1940, je vis ce que Shakespeare appelle « un rêve de fou conté par un enfant idiot ».
Pendant l'occupation allemande de la Belgique, par fidélité à l’esprit du pacte germano-soviétique d’août 1939, le Parti communiste garde dans un premier temps une certaine réserve vis-à-vis de l’envahisseur et n'organise pas de résistance armée contre lui. Il se montre en revanche très actif dans la résistance pacifique ; sur les indications du parti, représenté par Edgard Lalmand, Théo Dejace et R. Gillet lancent le Front wallon avec Wallonie libre à Liège, avec les anglophiles qui éditaient Churchill Gazette et La Libre Belgique. La création du Front de l'indépendance suit, en mars 1941. Des responsables communistes, parmi lesquels Julien Lahaut, organisent la « grève des 100 000 » visant à ralentir la production et à fragiliser l’effort de guerre allemand.
L'Armée belge des partisans est fondée dès 1940 et comprend principalement, à ses débuts, des vétérans de la guerre d'Espagne. Le passage à l’action est d’autant plus lent et le recrutement d’autant plus difficile que l’opinion publique n’est alors pas favorable à la résistance armée et que l’occupant exerce dès le départ une répression implacable contre les premiers noyaux de partisans.
Grâce au  « fichier belge » dont la Gestapo dispose de nombreux dirigeants et militants communistes seront arrêtés. Julien Lahaut, Jean Terfve et Fernand Jacquemotte seront de ceux-là.

### 1941-1944
Le 22 juin 1941, l'Allemagne envahit l'URSS. La polémique peut enfin cesser. L’offensive allemande le conduit à multiplier les sabotages destinés à affaiblir la machine de guerre nazie et à préparer un soulèvement libérateur. Hostile aux collaborateurs dès 1940, le Parti communiste s’en prend à leurs biens depuis l’automne 1941 et attente à leur vie à partir de l’été 1942, en particulier à Bruxelles et en Wallonie, où le parti dispose alors de nombreux appuis. Dès 1942, le parti est structuré régionalement.
En juillet 1943, les services de police allemands intensifient leurs chasse aux communistes et coordonnent leurs moyens au sein de la Sonderkomission. De nombreux militants communistes seront arrêtés par la Gestapo. Adolf Hitler en exprimera sa satisfaction le 25 juillet 1943.
Ces arrestations massives submergent le PCB et les Partisans qui lui sont toujours intimement liés. Le coup porté au bras armé du PCB entraîne pour la première fois depuis sa création une nette diminution de ses activités. Mais le ralentissement n’est que de courte durée. Dès l’automne 1943, les Partisans enchaînent les attentats et les sabotages surtout ferroviaires à un rythme jusqu’alors jamais atteint. En 1944 plusieurs régions belges sont en proie à une véritable petite guerre civile entre d’une part les résistants, et en particulier les Partisans, et d’autre part les groupes armés issus de la collaboration. La répression accrue orchestrée par l’occupant et les collaborateurs ne parvient en effet plus à ce moment à endiguer le flot d’actions menées par des équipes sans cesse renouvelées de Partisans.
En 1944, de nombreux groupes P.A., M.P., et des résistants furieux d'avoir été désarmés par le Gouvernement belge rentré en septembre, s'engagent par milliers dans les armées anglaise, américaine, pour continuer la guerre et achever l'écrasement de l'armée hitlérienne.
Au lendemain de la Libération, le PCB plaide pour une sévère répression des collaborateurs, avant de manifester une certaine clémence à l’égard des petits collaborateurs, selon lui victimes d’une justice trop sévère, alors que les plus gros, issus du monde des nantis, échappent le plus souvent à la répression. 

## Après-guerre
Le Parti communiste de Belgique participe au gouvernement provisoire né de la fin du conflit. Durant les polémiques liées à la question royale, les communistes font partie des forces politiques à réclamer l'abdication de Léopold III. Après le début de la guerre froide, et la rupture de son alliance avec le Parti socialiste, le PCB est isolé sur la scène politique. Il perd une partie de ses militants et la plupart de ses élus au parlement fédéral. Le parti est également victime du terrorisme. Le réseau anticommuniste dirigé par l'agent de renseignement André Moyen, dont certaines activités ont été financées par la grande finance belge de l’époque ainsi que par des grandes entreprises et bénéficiant de relais dans la police et à la Sûreté de l’État, assassine en 1950 le président du PCB, Julien Lahaut.
Des conflits internes au parti entraînent ensuite, en 1954, la destitution de l'ensemble de son bureau politique et son remplacement par une nouvelle direction, moins radicale et favorable à un retour à l'alliance avec les socialistes, mais l'influence du PCB n'en continue pas moins à décliner : le parti passe de 12,7 % des suffrages en 1946 à 3,6 % en 1954 et ne compte plus alors que deux députés fédéraux. En 1963, il subit le contrecoup de la rupture sino-soviétique quand le tiers des adhérents de sa plus importante fédération, à Bruxelles, font scission sur l'initiative de Jacques Grippa, pour fonder un « PCB » concurrent prochinois. Dans les années 1960, ses résultats électoraux s'améliorent après que l'alliance avec les socialistes a été renouée : les communistes passent de deux à six députés,.
L'électorat du PCB se trouve surtout dans les régions ouvrières wallonnes — notamment la province de Hainaut et celle de Liège — tandis qu'il rencontre peu de succès en Flandre : dans les années 1970, ses scores en Wallonie tournent autour de 6 % des voix, alors qu'il stagne à environ 1,5 % en Flandre et 3 % à Bruxelles. Dans les années 1980, le PCB connaît une nouvelle période de déclin : il perd ses deux derniers députés lors des élections de 1985. En mars 1989, alors qu'il ne compte plus que 3 000 membres, il mimique (tardivement) la fédéralisation de la vie politique belge et se scinde en deux partis distincts, le Parti communiste, francophone, et le Kommunistische Partij, flamand,,. Aucun d'entre eux ne retrouve le succès électoral de l'ancien PCB.

## Personnalités politiques communistes belges
- Joseph Jacquemotte 1883-1936
- War Van Overstraeten 1891-1981
- Adhémar Hennaut 1899-1932
- Charles Plisnier 1896-1952
- Léon Lesoil 1892-1942
- Julien Lahaut 1884-1950
- Jean Blume 1915-1987
- Albert Marteaux, Isabelle Blume, Ernest Burnelle, Georges Cordier, Marc Drumaux, Juvénal Gandibleux, Henri Glineur, José Gotovitch, Anne Herscovici, Isidore Heyndels, Fernand Jacquemotte, Rosine Lewin[34], René Magritte, Gaston Moulin, Elizabeth Sneyers, Jean Terfve, Joseph Thonet, Jef Turf[35], Albert Van Hoorick.

### Anciens bourgmestres communistes
« De 1946 à 1952, sept communes de la province de Liège étaient dirigées par des bourgmestres communistes (Aineffe, Boncelles, Engis, Lanaye, Modave, Ville-en-Hesbaye et Vyle-Tharoul). Pendant cette même période, on recensait des échevins communistes dans trente-sept localités. (...) En 1976, juste avant les fusions de communes, trois localités avaient encore un mayeur communiste: René Mathy, à Vyle-Tharoul, Léon Philippe, à Warzée, et Marcel Levaux, à Cheratte. »
- Marcel Levaux (1926-2006), d'avril 1971 à décembre 1976 à Cheratte (nouvelle commune fusionnée: Visé, province de Liège), député de 1968 à 1981
- René Noël, de 1965 à 1971 à Cuesmes (nouvelle commune fusionnée: Mons, province de Hainaut), sénateur de 1949 à 1950 et de 1954 à 1974
- Marcel Mereau, Hensies (province de Hainaut), de 1976 à 1994, battu par une coalition PS-PRL[37]
- Elie Hoyas, de 1976 à 1982 au Rœulx, (province de Hainaut)
- Marcel Couteau, de 1982 à 1985 au Rœulx, (province de Hainaut), député de 1968 à 1974
- Henri Glineur, de 1947 à 1950 à Roux (nouvelle commune fusionnée: Charleroi, province de Hainaut), sénateur de 1946 à 1954
- René Mathy, Vyle-et-Tharoul (nouvelle commune fusionnée: Marchin, province de Liège), jusqu'en 1976
- Paul Carette, Warchin (nouvelle commune fusionnée: Tournai, province de Hainaut)
- Victor Piérard, Wasmuel de 1971 à 1976 (nouvelle commune fusionnée: Quaregnon, province de Hainaut)

## Résultats électoraux

### Parlement national

#### Chambre des représentants
| Année | Voix    | %    | Sièges   | Participation gouvernementale                                               |
| ----- | ------- | ---- | -------- | --------------------------------------------------------------------------- |
| 1925  | 34 149  | 1,64 | 2 / 187  | Opposition                                                                  |
| 1929  | 42 237  | 1,94 | 1 / 187  | Opposition                                                                  |
| 1932  | 64 552  | 2,9  | 3 / 187  | Opposition                                                                  |
| 1936  | 143 223 | 6,06 | 9 / 202  | Opposition                                                                  |
| 1939  | 90 856  | 4,65 | 9 / 202  | Opposition puis Pierlot V, puis opposition puis Van Acker I et Van Acker II |
| 1946  | 300 099 | 12,7 | 23 / 212 | Opposition puis Van Acker III et Huysmans puis Opposition                   |
| 1949  | 376 765 | 7,5  | 12 / 212 | Opposition                                                                  |
| 1950  | 234 541 | 4,7  | 7 / 212  | Opposition                                                                  |
| 1954  | 184 108 | 3,6  | 4 / 212  | Opposition                                                                  |
| 1958  | 100 145 | 1,9  | 2 / 212  | Opposition                                                                  |
| 1961  | 162 238 | 3,1  | 5 / 212  | Opposition                                                                  |
| 1965  | 236 721 | 4,6  | 6 / 212  | Opposition                                                                  |
| 1968  | 175 410 | 3,4  | 5 / 212  | Opposition                                                                  |
| 1971  | 156 213 | 3,02 | 5 / 212  | Opposition                                                                  |
| 1974  | 107 481 | 2,04 | 2 / 212  | Opposition                                                                  |
| 1977  | 151 444 | 2,72 | 2 / 212  | Opposition                                                                  |
| 1978  | 180 234 | 3,26 | 4 / 212  | Opposition                                                                  |
| 1981  | 138 978 | 2,31 | 2 / 212  | Opposition                                                                  |
| 1985  | 71 695  | 1,18 | 0 / 212  | Extraparlementaire                                                          |
| 1987  | 51 046  | 0,8  | 0 / 212  | Extraparlementaire                                                          |